# Persone di nome Girolamo
| Questa pagina contiene informazioni ricavate automaticamente dalle voci biografiche con l'ausilio del template Bio e di un bot. L'aggiornamento è periodico e automatico e ricostruisce completamente la pagina. Se manca una persona in questa lista, sei pregato di non aggiungerla, ma accertati piuttosto che la sua voce biografica contenga il template Bio e che i dati anagrafici siano correttamente compilati. Se il template Bio manca, inseriscilo tu stesso o, in alternativa, metti l'avviso {{tmp\|Bio}} che ne segnala la mancanza. Se i dati riportati sono sbagliati, correggi direttamente la voce biografica; le modifiche saranno visibili in questa lista entro pochi giorni. Per chiarimenti vedi il progetto antroponimi. La lista contiene solo le 403 persone che sono citate nell'enciclopedia e per le quali è stato implementato correttamente il template Bio. Pagina aggiornata al 22 lug 2025. |

Questa è una lista di persone presenti nell'enciclopedia che hanno il nome Girolamo, suddivise per attività principale.

## Abati(3)
- Girolamo Grifoni, abate e giurista italiano (Castel San Niccolò - Roma, † 1480)
- Girolamo Martinengo, abate italiano (Brescia, n. 1504 - Roma, † 1569)
- Girolamo Tartarotti, abate, letterato e filosofo italiano (Rovereto, n. 1706 - Rovereto, † 1761)

## Agronomi(1)
- Girolamo Caruso, agronomo italiano (Alcamo, n. 1842 - Pisa, † 1923)

## Allenatori di calcio(1)
- Girolamo Bizzarri, allenatore di calcio e ex calciatore italiano (Roseto degli Abruzzi, n. 1967)

## Ambasciatori(1)
- Girolamo Lippomano, ambasciatore italiano (Venezia, n. 1538 - Venezia, † 1591)

## Ammiragli(1)
- Girolamo Zane, ammiraglio italiano (Venezia, † 1572)

## Anatomisti(1)
- Girolamo Fabrici d'Acquapendente, anatomista, chirurgo e fisiologo italiano (Acquapendente, n. 1533 - Padova, † 1619)

## Archeologi(1)
- Girolamo Rossi, archeologo, storico e numismatico italiano (Ventimiglia, n. 1831 - Ventimiglia, † 1914)

## Arcivescovi cattolici(7)
- Girolamo Archinto, arcivescovo cattolico e diplomatico italiano (Milano, n. 1672 - Varsavia, † 1721)
- Girolamo Crispi, arcivescovo cattolico italiano (Ferrara, n. 1667 - Ferrara, † 1746)
- Girolamo Leoni, arcivescovo cattolico italiano (Ancona - Chieti, † 1578)
- Girolamo Mattei Orsini, arcivescovo cattolico, letterato e diplomatico italiano (Montenero Sabino, n. 1672 - Roma, † 1740)
- Girolamo Palermo, arcivescovo cattolico italiano (Scicli, n. 1704 - Palermo, † 1777)
- Girolamo Prigione, arcivescovo cattolico italiano (Castellazzo Bormida, n. 1921 - Alessandria, † 2016)
- Girolamo Volpi, arcivescovo cattolico italiano (Bari, n. 1712 - Roma, † 1798)

## Artisti(1)
- Girolamo Furfaro, artista italiano (Cittanova, n. 1870 - Cittanova, † 1958)

## Astrologi(1)
- Girolamo Vitali, astrologo, matematico e religioso italiano (Capua, n. 1623 - † 1698)

## Attori(1)
- Girolamo Di Stolfo, attore, personaggio televisivo e pugile italiano (Ischitella, n. 1967 - San Giovanni Rotondo, † 2015)

## Attori teatrali(1)
- Girolamo Salimbeni, attore teatrale italiano

## Avventurieri(1)
- Girolamo Casio, avventuriero italiano (Castel di Casio, n. 1464 - † 1533)

## Botanici(1)
- Girolamo Giardina, botanico italiano (Vittoria, n. 1943 - Catania, † 2006)

## Calciatori(2)
- Girolamo Doni, calciatore italiano (Padova, n. 1898 - Padova, † 1958)
- Girolamo Solari, calciatore italiano

## Cardinali(33)
- Girolamo Agucchi, cardinale italiano (Bologna, n. 1555 - Roma, † 1605)
- Girolamo Aleandro, cardinale e umanista italiano (Motta di Livenza, n. 1480 - Roma, † 1542)
- Girolamo de Bardi, cardinale italiano (Firenze, n. 1685 - Roma, † 1761)
- Girolamo Basso della Rovere, cardinale italiano (Albissola Marina, n. 1434 - Fabrica di Roma, † 1507)
- Girolamo Bernerio, cardinale italiano (Correggio, n. 1540 - Roma, † 1611)
- Girolamo Boncompagni, cardinale e arcivescovo cattolico italiano (Isola del Liri, n. 1622 - Bologna, † 1684)
- Girolamo Buonvisi, cardinale e arcivescovo cattolico italiano (Lucca, n. 1607 - Lucca, † 1677)
- Girolamo Casanate, cardinale italiano (Napoli, n. 1620 - Roma, † 1700)
- Girolamo Colonna, cardinale e arcivescovo cattolico italiano (Orsogna, n. 1604 - Finale Ligure, † 1666)
- Girolamo Colonna, cardinale italiano (Roma, n. 1708 - Roma, † 1763)
- Girolamo da Correggio, cardinale e arcivescovo cattolico italiano (Correggio, n. 1511 - Roma, † 1572)
- Girolamo d'Andrea, cardinale italiano (Napoli, n. 1812 - Roma, † 1868)
- Girolamo Dandini, cardinale e vescovo cattolico italiano (Cesena, n. 1509 - Roma, † 1559)
- Girolamo Doria, cardinale italiano (Genova, n. 1495 - Genova, † 1558)
- Girolamo Farnese, cardinale italiano (Latera, n. 1599 - Roma, † 1668)
- Girolamo Gastaldi, cardinale e arcivescovo cattolico italiano (Taggia, n. 1616 - Roma, † 1685)
- Girolamo Ghinucci, cardinale e vescovo cattolico italiano (Siena, n. 1480 - Roma, † 1541)
- Girolamo Maria Gotti, cardinale e arcivescovo cattolico italiano (Genova, n. 1834 - Roma, † 1916)
- Girolamo Grimaldi, cardinale e arcivescovo cattolico italiano (Genova, n. 1674 - Ischia, † 1733)
- Girolamo Grimaldi, cardinale italiano (Genova - Genova, † 1543)
- Girolamo Grimaldi-Cavalleroni, cardinale e arcivescovo cattolico italiano (Genova, n. 1597 - Aix-en-Provence, † 1685)
- Girolamo Mattei, cardinale, nobile e collezionista d'arte italiano (Roma, n. 1547 - Roma, † 1603)
- Girolamo Pamphili, cardinale italiano (Roma, n. 1545 - Roma, † 1610)
- Girolamo Recanati Capodiferro, cardinale e vescovo cattolico italiano (Roma, n. 1502 - Roma, † 1559)
- Girolamo Rusticucci, cardinale e vescovo italiano (Cartoceto, n. 1537 - Roma, † 1603)
- Girolamo Seripando, cardinale e arcivescovo cattolico italiano (Troia, n. 1493 - Trento, † 1563)
- Girolamo Simoncelli, cardinale e vescovo cattolico italiano (Orvieto, n. 1522 - Roma, † 1605)
- Girolamo Spinola, cardinale e arcivescovo cattolico italiano (Genova, n. 1713 - Roma, † 1784)
- Girolamo Verallo, cardinale e arcivescovo cattolico italiano (Cori, n. 1497 - Roma, † 1555)
- Girolamo Verospi, cardinale e vescovo cattolico italiano (Roma, n. 1599 - Osimo, † 1652)
- Girolamo Vidoni, cardinale italiano (Cremona, n. 1581 - Roma, † 1632)
- Girolamo della Porta, cardinale italiano (Gubbio, n. 1746 - Firenze, † 1812)
- Girolamo della Rovere, cardinale e arcivescovo cattolico italiano (Torino, n. 1530 - Roma, † 1592)

## Cartografi(1)
- Girolamo Segato, cartografo, naturalista e egittologo italiano (Sospirolo, n. 1792 - Firenze, † 1836)

## Ceramisti(1)
- Girolamo della Robbia, ceramista italiano (Firenze, n. 1488 - Parigi, † 1566)

## Compositori(11)
- Girolamo Abos, compositore maltese (La Valletta, n. 1715 - Napoli, † 1760)
- Girolamo Belli, compositore italiano (Argenta, n. 1552)
- Girolamo Alessandro Biaggi, compositore e critico musicale italiano (Calcio, n. 1819 - Firenze, † 1897)
- Girolamo Cavazzoni, compositore e musicista italiano
- Girolamo Chiti, compositore italiano (Siena, n. 1679 - Roma, † 1759)
- Girolamo Dalla Casa, compositore e scrittore italiano (Udine - Venezia, † 1601)
- Girolamo Diruta, compositore, organista e teorico della musica italiano (Deruta - Deruta)
- Girolamo Frescobaldi, compositore, organista e clavicembalista italiano (Ferrara, n. 1583 - Roma, † 1643)
- Girolamo Giacobbi, compositore italiano (Bologna, n. 1567 - Bologna, † 1628)
- Girolamo Schiavon, compositore e organista italiano (Treviso, n. 1751 - Treviso, † 1821)
- Girolamo Venier, compositore italiano (Venezia, n. 1707 - Venezia)

## Condottieri(5)
- Girolamo Gambara, condottiero italiano (Bastia Umbra)
- Girolamo Granchio, condottiero italiano (Mantova - Agnadello, † 1509)
- Girolamo II Martinengo, condottiero italiano (n. 1575 - Brescia, † 1637)
- Girolamo Pallavicino, condottiero italiano (Busseto, n. 1508 - Castiglione, † 1579)
- Girolamo Pompei, condottiero italiano († 1530)

## Conduttori televisivi(1)
- Girolamo Panzetta, conduttore televisivo e attore italiano (Villanova del Battista, n. 1962)

## Decoratori(1)
- Girolamo Magnani, decoratore e scenografo italiano (Borgo San Donnino, n. 1815 - Parma, † 1889)

## Diplomatici(2)
- Girolamo Marcello De Gubernatis, diplomatico italiano (Sospello, n. 1633 - Torino, † 1713)
- Girolamo Lucchesini, diplomatico e scrittore italiano (Lucca, n. 1751 - Firenze, † 1825)

## Dogi(2)
- Girolamo De Mari, doge italiano (Genova, n. 1644 - Genova, † 1702)
- Girolamo Vivaldi, doge (Genova, n. 1495 - Genova, † 1577)

## Editori(2)
- Girolamo Ardizzone, editore e giornalista italiano (Palermo, n. 1824 - Palermo, † 1893)
- Girolamo Mainardi, editore, tipografo e impresario teatrale italiano (Urbino - Roma, † 1763)

## Esploratori(1)
- Girolamo Benzoni, esploratore italiano (Milano, n. 1519)

## Fantini(2)
- Girolamo Frosini, fantino italiano (Siena, n. 1687)
- Girolamo Vigni, fantino italiano (Monteroni d'Arbia, n. 1878 - Reggio Emilia, † 1906)

## Filologi(2)
- Girolamo Amati, filologo classico, epigrafista e archeologo italiano (Savignano di Romagna, n. 1768 - Roma, † 1834)
- Girolamo Vitelli, filologo classico, grecista e papirologo italiano (Santa Croce di Morcone, n. 1849 - Spotorno, † 1935)

## Filosofi(4)
- Girolamo Balduino, filosofo italiano (Montesardo - Napoli)
- Girolamo Cotroneo, filosofo italiano (Campo Calabro, n. 1934 - Messina, † 2018)
- Girolamo Manfredi, filosofo, medico e astrologo italiano (Bologna, n. 1430 - Bologna, † 1493)
- Girolamo de Liguori, filosofo e storico della scienza italiano (Roma, n. 1933 - Noceto, † 2022)

## Francescani(1)
- Girolamo Moretti, francescano italiano (Recanati, n. 1879 - Ancona, † 1963)

## Funzionari(1)
- Girolamo Andreasi, funzionario italiano (Mantova)

## Generali(2)
- Girolamo Pignatelli, generale italiano (Napoli, n. 1773 - Napoli, † 1848)
- Girolamo Calà Ulloa, generale, patriota e saggista italiano (Napoli, n. 1810 - Firenze, † 1891)

## Geologi(1)
- Girolamo Guidoni, geologo e naturalista italiano (Vernazza, n. 1794 - Vernazza, † 1870)

## Gesuiti(4)
- Girolamo Baruffaldi, gesuita e letterato italiano (Ferrara, n. 1740 - Ferrara, † 1817)
- Girolamo Dandini, gesuita, teologo e diplomatico italiano (Cesena, n. 1554 - Forlì, † 1634)
- Girolamo Germano, gesuita, grecista e filologo italiano (Palermo, n. 1568 - † 1632)
- Girolamo Piatti, gesuita e scrittore italiano (Milano, n. 1548 - Roma, † 1591)

## Giuristi(3)
- Girolamo Bellavista, giurista e politico italiano (Palermo, n. 1908 - Palermo, † 1976)
- Girolamo Maggi, giurista, poeta e ingegnere italiano (Anghiari - Istanbul, † 1572)
- Girolamo Rocca, giurista italiano († 1691)

## Imprenditori(7)
- Girolamo Coffari, imprenditore e politico italiano (Cammarata, n. 1843 - Palermo, † 1928)
- Girolamo Forni, imprenditore, pittore e collezionista d'arte italiano (Montecchio Precalcino - Vicenza, † 1610)
- Girolamo Lippomano, imprenditore e ambasciatore italiano (Venezia, n. 1460 - Roma, † 1527)
- Girolamo Luxardo, imprenditore e diplomatico italiano (Santa Margherita Ligure, n. 1784 - Zara, † 1865)
- Girolamo Manfrin, imprenditore italiano (Zara, n. 1742 - Venezia, † 1801)
- Girolamo Pagliano, imprenditore e impresario teatrale italiano (Genova, n. 1801 - Firenze, † 1881)
- Girolamo Rossi Martini, imprenditore e politico italiano (Genova, n. 1846 - Genova, † 1921)

## Incisori(2)
- Girolamo Porro, incisore italiano (Padova, n. 1520 - Venezia, † 1604)
- Girolamo Rossi, incisore italiano (Roma, n. 1682 - † 1762)

## Ingegneri(3)
- Girolamo Francesco Cristiani, ingegnere e economista italiano (Brescia, n. 1731 - Verona, † 1811)
- Girolamo di Pace, ingegnere italiano (Prato)
- Girolamo Savonuzzi, ingegnere italiano (Ferrara, n. 1885 - Ferrara, † 1943)

## Insegnanti(1)
- Girolamo Brunelli, insegnante e traduttore italiano (Montalcino, n. 1549 - Roma, † 1613)

## Inventori(1)
- Girolamo della Volpaia, inventore italiano (n. 1530 - † 1614)

## Judoka(1)
- Girolamo Giovinazzo, ex judoka e allenatore di judo italiano (Roma, n. 1968)

## Letterati(7)
- Girolamo Aleandro, letterato italiano (Motta di Livenza, n. 1574 - Roma, † 1629)
- Girolamo degli Azzoni Avogaro, letterato italiano (Treviso, n. 1467 - Venezia, † 1519)
- Girolamo Brusoni, letterato e scrittore italiano (Badia Vangadizza, n. 1614)
- Girolamo Gargiolli, letterato e politico italiano (Fivizzano, n. 1796 - Firenze, † 1869)
- Girolamo Gigli, letterato e commediografo italiano (Siena, n. 1660 - Roma, † 1722)
- Girolamo Murari dalla Corte, letterato italiano (Mantova, n. 1747 - Mantova, † 1832)
- Girolamo Muzio, letterato e umanista italiano (Padova, n. 1496 - Castello della Paneretta, † 1576)

## Librettisti(2)
- Girolamo Maria Marini, librettista italiano (Recanati, n. 1801 - † 1867)
- Girolamo Tonioli, librettista italiano

## Linguisti(1)
- Girolamo Canini, linguista e presbitero italiano (Anghiari, n. 1551 - Padova, † 1631)

## Liutai(1)
- Girolamo Amati, liutaio italiano (Cremona, n. 1561 - † 1630)

## Lottatori(1)
- Girolamo Quaglia, lottatore italiano (San Paolo, n. 1902 - Genova, † 1985)

## Mafiosi(2)
- Girolamo Palermo, mafioso statunitense (Elizabeth, n. 1938 - Elizabeth, † 2014)
- Girolamo Piromalli, mafioso italiano (Gioia Tauro, n. 1918 - Gioia Tauro, † 1979)

## Magistrati(1)
- Alberto Di Pisa, magistrato italiano (Pietrasanta, n. 1943 - Palermo, † 2022)

## Matematici(2)
- Girolamo Cortinovis, matematico italiano
- Girolamo Saladini, matematico italiano (Lucca, n. 1735 - Bologna, † 1813)

## Medici(6)
- Girolamo Cinozzi, medico e scrittore italiano (Firenze, n. 1461)
- Girolamo Donzellini, medico italiano (Orzinuovi - Venezia, † 1587)
- Girolamo Fracastoro, medico, filosofo e astronomo italiano (Verona - Incaffi, † 1553)
- Girolamo Mercuriale, medico e filosofo italiano (Forlì, n. 1530 - Forlì, † 1606)
- Girolamo Molin, medico, veterinario e filosofo italiano (San Vito al Tagliamento, n. 1778 - Padova, † 1851)
- Girolamo Sirchia, medico e politico italiano (Milano, n. 1933)

## Mercanti(2)
- Girolamo Napoleone Bonaparte, mercante statunitense (Londra, n. 1805 - Baltimora, † 1870)
- Girolamo Priuli, mercante e politico italiano (Venezia, n. 1486 - Venezia, † 1567)

## Militari(12)
- Girolamo Adorno, militare italiano († 1632)
- Gino Allegri, militare e aviatore italiano (Venezia, n. 1893 - San Pelagio, † 1918)
- Girolamo Napoleone Bonaparte II, militare statunitense (Baltimora, n. 1830 - Pride's Crossing, † 1893)
- Girolamo Napoleone Carlo Bonaparte, militare tedesco (Trieste, n. 1814 - Firenze, † 1847)
- Girolamo Brandolini, militare e politico italiano (Milano, n. 1870 - Padova, † 1935)
- Girolamo Maria Caracciolo, militare italiano (Torrecuso, n. 1617 - Los Santos de Maimona, † 1662)
- Girolamo Carafa, militare e politico italiano (Montenero di Bisaccia, n. 1564 - Genova, † 1633)
- Girolamo Manisco, militare italiano (Taranto, n. 1917 - Roma, † 2012)
- Girolamo Marcello, militare e politico italiano (Venezia, n. 1860 - Venezia, † 1940)
- Girolamo Martinengo, militare italiano (Brescia, n. 1519 - Mar Egeo, † 1570)
- Gerolamo Montani, militare e politico italiano (Montefiore dell'Aso, n. 1774 - Roma, † 1849)
- Girolamo Rolandi, militare e politico italiano (Albenga, n. 1827 - Roma, † 1899)

## Miniatori(1)
- Girolamo da Cremona, miniatore italiano

## Missionari(3)
- Girolamo De Angelis, missionario e gesuita italiano (Enna, n. 1567 - Edo, † 1623)
- Girolamo da Montesarchio, missionario italiano
- Girolamo Gravina, missionario italiano (Caltanissetta, n. 1603 - Cangzhou, † 1662)

## Musicisti(1)
- Girolamo De Simone, musicista e critico musicale italiano (Napoli, n. 1964)

## Nobili(11)
- Geronimo Albertino, nobile e vescovo cattolico italiano (Nola, n. 1492 - Napoli, † 1566)
- Girolamo Appiani d'Aragona, nobile e militare italiano (Piombino, n. 1485 - Piacenza, † 1559)
- Girolamo Gaglioffi, nobile e condottiero italiano (L'Aquila - Francia, † 1505)
- Girolamo Gravina, nobile e politico italiano
- Girolamo Mattei, I duca di Giove, nobile e politico italiano (Roma, n. 1606 - Roma, † 1676)
- Girolamo Pico della Mirandola, nobile e militare italiano (n. 1525 - † 1588)
- Girolamo Sacchetti, nobile italiano (Roma, n. 1806 - Roma, † 1864)
- Girolamo Sanvitale, nobile italiano (Sala Baganza, n. 1567 - Parma, † 1612)
- Girolamo d'Adda, nobile, politico e letterato italiano (Milano, n. 1815 - Milano, † 1881)
- Girolamo da Correggio, nobile italiano (Parma, † 1612)
- Girolamo di Colloredo-Waldsee, nobile e diplomatico austriaco (Udine, n. 1674 - Vienna, † 1726)

## Organisti(1)
- Girolamo Parabosco, organista, scrittore e poeta italiano (Piacenza - Venezia, † 1557)

## Partigiani(2)
- Girolamo Li Causi, partigiano, politico e giornalista italiano (Termini Imerese, n. 1896 - Palermo, † 1977)
- Gerolamo Spezia, partigiano e antifascista italiano (Vezzano Ligure, n. 1925 - Calice al Cornoviglio, † 1944)

## Patologi(1)
- Girolamo Gatti, patologo e politico italiano (Gonzaga, n. 1866 - Firenze, † 1956)

## Patrioti(3)
- Girolamo Cantelli, patriota e politico italiano (Parma, n. 1815 - Parma, † 1884)
- Girolamo Sangervasio, patriota e avvocato italiano (Brescia, n. 1800 - Como, † 1886)
- Girolamo Simoncelli, patriota italiano (Senigallia, n. 1817 - Senigallia, † 1852)

## Pedagogisti(1)
- Gerolamo Buonazia, pedagogista italiano (Siena, n. 1822 - Siena, † 1897)

## Poeti(10)
- Girolamo Amelonghi, poeta italiano (Firenze)
- Girolamo Benivieni, poeta italiano (Firenze, n. 1453 - Firenze, † 1542)
- Girolamo Borsieri, poeta, scrittore e presbitero italiano (Como, n. 1588 - Como, † 1629)
- Girolamo Britonio, poeta italiano (Sicignano - Roma)
- Girolamo Candelfino, poeta e militare italiano (Castel Goffredo)
- Girolamo Comi, poeta italiano (Casamassella, n. 1890 - Lucugnano, † 1968)
- Girolamo Terramagnino da Pisa, poeta, scrittore e trovatore italiano (Pisa)
- Girolamo Pompei, poeta, drammaturgo e traduttore italiano (Verona, n. 1731 - Verona, † 1788)
- Girolamo Preti, poeta italiano (Bologna, n. 1582 - Barcellona, † 1626)
- Girolamo Ragusa Moleti, poeta, scrittore e giornalista italiano (Palermo, n. 1851 - Palermo, † 1917)

## Politici(36)
- Girolamo degli Albizi, politico e condottiero italiano (Firenze, n. 1485 - Firenze, † 1556)
- Girolamo Bartolommei, politico italiano (n. 1747 - † 1818)
- Girolamo Caggianelli, politico e notaio italiano (Volturino, n. 1899 - Foggia, † 1984)
- Girolamo Cannariato, politico italiano (Prizzi, n. 1946)
- Girolamo Costantini, politico italiano (Belluno, n. 1815 - Venezia, † 1880)
- Girolamo Della Valle, politico italiano (n. 1819 - † 1888)
- Girolamo Di Martino, politico italiano (Palermo, n. 1860 - Palermo, † 1915)
- Girolamo Luigi Durazzo, politico italiano (Genova, n. 1739 - Genova, † 1809)
- Girolamo Fazio, politico italiano (Trapani, n. 1954)
- Girolamo Federici, politico e partigiano italiano (Roverchiara, n. 1926 - Venezia, † 2004)
- Girolamo Fenaroli Avogadro, politico italiano (Brescia, n. 1754 - Brescia, † 1802)
- Girolamo Federico Fenaroli Avogadro, politico italiano (Brescia, n. 1827 - Brescia, † 1880)
- Girolamo Frachetta, politico e letterato italiano (Rovigo, n. 1558 - Napoli, † 1619)
- Girolamo Barbarigo, politico italiano (Padova, † 1531)
- Girolamo Landriani, politico, giurista e religioso italiano (Cremona, † 1525)
- Girolamo Giusso, politico italiano (Napoli, n. 1843 - Vico Equense, † 1921)
- Girolamo Ascanio Giustinian, politico e diplomatico italiano (Venezia, n. 1721 - Venezia, † 1791)
- Girolamo Grisolia, politico italiano (Amendolara, n. 1902 - Roma, † 1947)
- Girolamo La Penna, politico italiano (Termoli, n. 1924 - Termoli, † 2005)
- Girolamo Mechelli, politico italiano (Morlupo, n. 1923 - Roma, † 1986)
- Girolamo Minotto, politico italiano (Costantinopoli, † 1453)
- Girolamo Misciattelli, politico italiano (Orvieto, n. 1864)
- Girolamo Morone, politico italiano (Milano, n. 1470 - Firenze, † 1529)
- Girolamo Orefici, politico e avvocato italiano (Brescia, n. 1867 - Brescia, † 1932)
- Girolamo Pallavicino, politico italiano (Cortemaggiore, † 1557)
- Girolamo Pisano, politico italiano (Salerno, n. 1974)
- Gerolamo Pitzolo, politico e militare italiano (Cagliari, n. 1748 - Cagliari, † 1795)
- Girolamo Polcastro, politico e letterato italiano (Padova, n. 1763 - Venezia, † 1839)
- Girolamo Rallo, politico italiano (Valguarnera Caropepe, n. 1921 - † 2005)
- Girolamo Ruffo, politico italiano
- Girolamo Sagarriga Visconti-Volpi, politico italiano (Bari, n. 1810 - Napoli, † 1875)
- Girolamo Sarnelli, politico italiano (Bracigliano - Chiaiano)
- Girolamo Scutellari, politico italiano (Ferrara, n. 1821 - Ferrara, † 1895)
- Girolamo Serra, politico e storico italiano (Genova, n. 1761 - Genova, † 1837)
- Girolamo Tornielli di Borgo Lavezzaro, politico italiano (Novara, n. 1790 - Novara, † 1863)
- Girolamo Turano, politico italiano (Alcamo, n. 1965)

## Presbiteri(10)
- Girolamo Apolloni, presbitero italiano (Carrè, n. 1865 - Roma, † 1932)
- Girolamo Baruffaldi, presbitero, poeta e letterato italiano (Ferrara, n. 1675 - Cento)
- Girolamo Caluschi, presbitero e predicatore italiano (Mesero, n. 1524 - Lione, † 1584)
- Girolamo Fabri, presbitero e storico italiano (Ravenna, n. 1627 - Ravenna, † 1679)
- Girolamo Ferri, presbitero e filologo italiano (Longiano, n. 1713 - Ferrara, † 1786)
- Girolamo Gherarducci, presbitero italiano (Recanati - Recanati, † 1350)
- Girolamo Maria da Caltanissetta, presbitero italiano (Caltanissetta, n. 1712 - Caltanissetta, † 1786)
- Girolamo Lazzaroni, presbitero e missionario italiano (Colere, n. 1914 - Dingcun, † 1941)
- Girolamo Riggio, presbitero italiano (Santa Lucia del Mela, † 1589)
- Girolamo Zanconato, presbitero italiano (Chiampo, n. 1924 - Mendoza, † 2017)

## Principi(2)
- Girolamo Antonio Altieri, III principe di Oriolo, principe italiano (Roma, n. 1676 - Roma, † 1762)
- Girolamo Pamphili, IV principe di San Martino al Cimino e Valmontone, principe italiano (Roma, n. 1678 - Roma, † 1760)

## Religiosi(11)
- Girolamo Bardi, religioso, letterato e storico italiano (Firenze, n. 1544 - Venezia, † 1594)
- Girolamo Bonoli, religioso, storico e scrittore italiano (Lugo, n. 1656 - † 1741)
- Girolamo Davado, religioso italiano (Montecarotto, n. 1845 - Stanthorpe, † 1900)
- Girolamo Emiliani, religioso italiano (Venezia, n. 1486 - Somasca, † 1537)
- Girolamo Ginelli, religioso italiano (Ancona, n. 1451 - Ancona, † 1506)
- Girolamo da Sant'Angelo in Vado, religioso italiano (Sant'Angelo in Vado - Sant'Angelo in Vado)
- Girolamo da Raggiolo, religioso e letterato italiano (Raggiolo)
- Girolamo da Paradisoni, religioso italiano (Paradisoni, n. 1525 - Paradisoni, † 1577)
- Girolamo Redini, religioso italiano (Castel Goffredo - Venezia, † 1524)
- Girolamo Savonarola, religioso, politico e predicatore italiano (Ferrara, n. 1452 - Firenze, † 1498)
- Girolamo Scolari, religioso italiano (Castel Goffredo, n. 1459 - Mantova, † 1535)

## Scienziati(2)
- Girolamo Bardi, scienziato e pedagogista italiano (Vernio, n. 1777 - Firenze, † 1829)
- Girolamo Vandelli, scienziato italiano (Modena, n. 1699 - Padova, † 1776)

## Scrittori(8)
- Girolamo Bax, scrittore italiano (Faggiano, n. 1684 - Francavilla Fontana, † 1739)
- Girolamo Birago, scrittore, commediografo e poeta italiano (Milano, n. 1691 - Milano, † 1773)
- Girolamo Borgia il giovane, scrittore, poeta e vescovo cattolico italiano (Napoli, n. 1633 - Tropea, † 1683)
- Girolamo De Michele, scrittore italiano (Taranto, n. 1961)
- Girolamo De Rada, scrittore, poeta e pubblicista italiano (Macchia Albanese, n. 1814 - San Demetrio Corone, † 1903)
- Girolamo Fontanella, scrittore e poeta italiano (Napoli - Napoli)
- Girolamo Orti Manara, scrittore e nobile italiano (Verona, n. 1769 - Verona, † 1845)
- Girolamo Razzi, scrittore e commediografo italiano (Marradi, n. 1527 - Firenze, † 1611)

## Scultori(11)
- Girolamo Albanese, scultore e architetto italiano (Vicenza, n. 1584 - Vicenza)
- Girolamo Bagnasco, scultore italiano (Palermo, n. 1759 - † 1832)
- Girolamo Campagna, scultore italiano (Verona, n. 1549 - Venezia, † 1625)
- Girolamo Ciulla, scultore italiano (Caltanissetta, n. 1952 - Pietrasanta, † 2023)
- Girolamo D'Auria, scultore italiano (n. 1577)
- Girolamo Lombardo, scultore italiano (Ferrara, n. 1506 - Recanati, † 1590)
- Girolamo Lucenti, scultore italiano (Roma, n. 1627 - Roma, † 1698)
- Girolamo Masini, scultore italiano (Firenze, n. 1840 - † 1885)
- Girolamo Pittoni, scultore e architetto italiano (Lumignano, n. 1490 - † 1568)
- Girolamo Santacroce, scultore, architetto e medaglista italiano (Nola, n. 1502 - Napoli, † 1537)
- Girolamo Ticciati, scultore e architetto italiano (n. 1676 - † 1744)

## Sindacalisti(1)
- Girolamo Tripodi, sindacalista e politico italiano (Polistena, n. 1927 - Reggio Calabria, † 2018)

## Sovrani(2)
- Girolamo Bonaparte, re francese (Ajaccio, n. 1784 - Villegénis, † 1860)
- Girolamo Riario, sovrano e politico italiano (Savona, n. 1443 - Forlì, † 1488)

## Storici(13)
- Girolamo Albertucci de' Borselli, storico italiano (Bologna, n. 1432 - Bologna, † 1497)
- Girolamo Arnaldi, storico italiano (Pisa, n. 1929 - Roma, † 2016)
- Girolamo Alessandro Cappellari Vivaro, storico italiano (Vicenza, n. 1664 - Vicenza, † 1748)
- Girolamo Fiocchi, storico italiano (Forlì, n. 1348 - † 1437)
- Girolamo Ghilini, storico e presbitero italiano (Monza, n. 1589 - Alessandria, † 1668)
- Girolamo Mancini, storico e politico italiano (Cortona, n. 1832 - Firenze, † 1924)
- Girolamo Mei, storico e letterato italiano (Firenze, n. 1519 - Roma, † 1594)
- Girolamo Nicolino, storico e giurista italiano (Chieti, n. 1604 - Chieti, † 1664)
- Girolamo Pollini, storico e presbitero italiano (n. 1544 - † 1611)
- Girolamo Rossi, storico, filosofo e medico italiano (Ravenna, n. 1539 - Ravenna, † 1607)
- Girolamo Sotgiu, storico, sindacalista e politico italiano (La Maddalena, n. 1915 - Cagliari, † 1996)
- Girolamo Torquati, storico e archeologo italiano (Marino, n. 1828 - Marino, † 1897)
- Girolamo Francesco Zanetti, storico, filologo e numismatico italiano (Venezia, n. 1713 - Padova, † 1782)

## Storici dell'arte(1)
- Girolamo Luigi Calvi, storico dell'arte, pittore e scrittore italiano (Milano, n. 1791 - Milano, † 1872)

## Storici della letteratura(1)
- Girolamo Tiraboschi, storico della letteratura, bibliotecario e gesuita italiano (Bergamo, n. 1731 - Modena, † 1794)

## Teologi(7)
- Girolamo Amadei, teologo italiano (Siena, n. 1483 - Lucca, † 1543)
- Girolamo Bonanno, teologo italiano (Castel Goffredo - Roma, † 1597)
- Girolamo Borro, teologo italiano (Arezzo, n. 1512 - Perugia, † 1592)
- Girolamo Busale, teologo italiano (Napoli)
- Girolamo da Praga, teologo ceco (Praga - Costanza, † 1416)
- Girolamo Maffione, teologo e religioso italiano (n. 1755 - † 1828)
- Girolamo Zanchi, teologo italiano (Alzano Lombardo, n. 1516 - Heidelberg, † 1590)

## Trombettisti(1)
- Girolamo Fantini, trombettista e compositore italiano (Spoleto, n. 1600 - Firenze, † 1675)

## Umanisti(9)
- Girolamo Amaseo, umanista italiano (Udine, n. 1467 - Udine, † 1517)
- Girolamo Angeriano, umanista italiano (Napoli, n. 1470 - Ariano, † 1535)
- Girolamo Balbi, umanista e vescovo cattolico italiano (Venezia)
- Girolamo Borgia, umanista e storico italiano (Senise, n. 1475 - Napoli)
- Girolamo Bossi, umanista italiano (Pavia, n. 1588 - Pavia, † 1646)
- Girolamo Lagomarsini, umanista e filologo italiano (El Puerto de Santa María, n. 1698 - Roma, † 1773)
- Girolamo Marafioti, umanista, storico e presbitero italiano (Polistena, n. 1567)
- Girolamo Olgiati, umanista italiano (Milano, n. 1454 - Milano, † 1477)
- Girolamo Ruscelli, umanista, scrittore e cartografo italiano (Viterbo - Venezia, † 1566)

## Vescovi(1)
- Girolamo di Pavia, vescovo e santo italiano

## Vescovi cattolici(26)
- Girolamo Aprile Benso, vescovo cattolico italiano (Caltagirone, n. 1759 - Castrogiovanni, † 1836)
- Girolamo Beccadelli di Bologna, vescovo cattolico italiano (Palermo - Siracusa, † 1560)
- Girolamo Enrico Beltramini-Miazzi, vescovo cattolico italiano (Bassano del Grappa, n. 1738 - Treviso, † 1779)
- Girolamo Bencucci, vescovo cattolico e politico italiano (Schio, n. 1481 - Roma, † 1533)
- Girolamo Borghesi, vescovo cattolico italiano (Siena, n. 1616 - Pienza, † 1698)
- Girolamo Bartolomeo Bortignon, vescovo cattolico italiano (Fellette, n. 1905 - Sarmeola, † 1992)
- Girolamo Carafa, vescovo cattolico italiano (Napoli, n. 1604 - Crotone, † 1683)
- Girolamo de' Cori, vescovo cattolico italiano (Catabbio, n. 1597 - Catabbio, † 1672)
- Girolamo Luigi Crivelli, vescovo cattolico italiano (Trento, n. 1746 - Nepi, † 1780)
- Girolamo Federici, vescovo cattolico e giurista italiano (Treviglio, n. 1516 - Lodi, † 1579)
- Girolamo Foscari, vescovo cattolico italiano (Venezia, n. 1505 - Roma, † 1563)
- Girolamo Gallarati, vescovo cattolico italiano (Milano - Cozzo, † 1568)
- Girolamo Gavi, vescovo cattolico italiano (Livorno, n. 1775 - Livorno, † 1869)
- Girolamo Grillo, vescovo cattolico e sociologo italiano (Parghelia, n. 1930 - Odorheiu Secuiesc, † 2016)
- Girolamo Incontri, vescovo cattolico italiano (Volterra, n. 1552 - Volterra, † 1615)
- Girolamo Lucich, vescovo cattolico croato (Vareš, n. 1575 - Kraljeva Sutjeska, † 1648)
- Girolamo Maccabei, vescovo cattolico italiano (Ferrara - Roma, † 1574)
- Girolamo Manieri, vescovo cattolico italiano (L'Aquila, n. 1757 - L'Aquila, † 1844)
- Girolamo Osorio, vescovo cattolico, teologo e storico portoghese (Lisbona, n. 1506 - Tavira, † 1580)
- Girolamo Porcia, vescovo cattolico italiano (Porcia, n. 1559 - Porcia, † 1612)
- Girolamo Righetto, vescovo cattolico, diplomatico e cartografo italiano (Treviso - Venezia, † 1593)
- Girolamo Scarampi, vescovo cattolico italiano
- Girolamo Scotti, vescovo cattolico italiano (Siena - † 1492)
- Girolamo Tantucci, vescovo cattolico italiano (Siena, n. 1572 - † 1637)
- Girolamo Verzeri, vescovo cattolico italiano (Bergamo, n. 1804 - Brescia, † 1883)
- Girolamo de Franciscis, vescovo cattolico italiano (Capodistria - Udine, † 1513)

## Senza attività specificata(4)
- Michele Albertini, cantante castrato italiano (Reggio Emilia, n. 1683 - Kassel, † 1742)
- Girolamo Crescentini, cantante castrato e compositore italiano (Urbania, n. 1762 - Napoli, † 1846)
- Girolamo Marulli, italiana (Barletta, n. 1580 - Barletta, † 1656)
- Girolamo Ortis, italiano (Vito d'Asio, n. 1773 - Padova, † 1796)